# Nueva Tribuna
Nueva Tribuna és un diari digital d'informació general, fundat a Madrid l'1 de maig de 2008, el Dia Internacional del Treballador, que s'escriu en castellà.

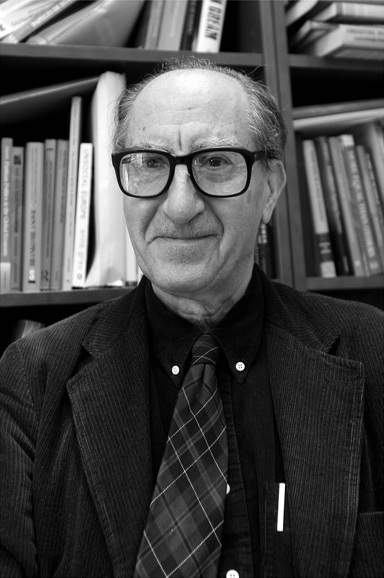
Vicenç Navarro

Nueva Tribuna té com a directora a la periodista Isabel García Caballero, una de les fundadores del diari en 2008.
El diari aborda temàtiques com l'actualitat política, el feminisme, el republicanisme espanyol, el franquisme, la història del comunisme i l'anarquisme, la maçoneria, la història, el moviment obrer, l'esport històric, etc.
Nueva Tribuna manté un nexe amb el diari Públic, el qual comparteix els seus continguts. El seu reconeixement l'avalen els seus subscriptors i els seus milers de lectures diàries, així com la col·laboració establerta amb el diari Públic.
El contingut informatiu de Nueva Tribuna es publica sota una llicència lliure.
A inicis de 2023, Nueva Tribuna va complir 15 anys de vida, sent el mitjà de comunicació digital de més llarga trajectòria amb relació amb el diari Públic.

## Col·laboradors
Entre els col·laboradors de Nueva Tribuna, destaquen Isabel García Caballero, una de les seves fundadores i actual directora; Edmundo Fayanás; Juan Antonio Sacaluga, director del programa En Portada de RTVE; Marcià Sánchez Bayle, històric militant de l'Acció Comunista, formació política pròxima al comunisme de consells del teòric marxista Anton Pannekoek; Rafael Simancas, històric dirigent del PSOE; el politòleg i sociòleg Vicenç Navarro; el marxador i escriptor Gabe Abrahams; José Luis Martín Palacín, 
Sotssecretari d'Interior del Govern d'Espanya 1979-1991, entre d'altres.